# The Lost City (2022)
The Lost City (bra: Cidade Perdida; prt: A Cidade Perdida) é um filme de comédia de ação e aventura americano de 2022 dirigido pelos irmãos Nee, que coescreveram o roteiro com Oren Uziel e Dana Fox, a partir de uma história concebida por Seth Gordon. O filme é estrelado por Sandra Bullock e Channing Tatum como uma romancista e seu modelo de capa, respectivamente, que devem escapar de um bilionário (Daniel Radcliffe) e encontrar a antiga cidade perdida retratada em um de seus livros. Da'Vine Joy Randolph e Brad Pitt também estrelam.
O projeto foi anunciado em outubro de 2020, com Bullock se juntando como produtora e estrela e Tatum se juntando em dezembro, o resto do elenco foi anunciado no ano seguinte. As filmagens ocorreram na República Dominicana de maio a agosto de 2021. The Lost City teve sua estreia mundial no South by Southwest em 12 de março de 2022 e foi lançado pela Paramount Pictures nos Estados Unidos em 25 de março de 2022. O filme críticas positivas dos críticos e arrecadou mais de 83 milhões de dólares em todo o mundo.

## Sinopse
A brilhante, porém reclusa autora Loretta Sage escreve sobre lugares exóticos em seus romances populares de aventura, cujas capas são estreladas pelo belo modelo Alan, que tem dedicado sua vida a personificar o personagem herói, “Dash.” Durante a turnê de promoção de seu novo livro com Alan, Loretta é raptada por um bilionário excêntrico, para que ela o guie ao tesouro da cidade perdida descrita em seu livro recente. Para provar que é possível ser um herói na vida real, Alan parte para resgatá-la.

## Elenco
- Sandra Bullock como Loretta Sage/Angela, uma romancista de romance best-seller de sucesso, mas deprimida.
- Channing Tatum como Alan Caprison/Dash McMahon, um modelo de capa para o romance de Loretta, The Lost City of D.
- Daniel Radcliffe como Abigail Fairfax, um excêntrico bilionário e criminoso internacional que sequestra Loretta na esperança de que ela o leve ao tesouro perdido de uma cidade antiga apresentado em um de seus livros.
- Da'Vine Joy Randolph como Beth Hatten, a publicitária de Loretta.
- Patti Harrison como Allison, gerente de mídia social de Loretta.
- Oscar Nunez como Oscar, um excêntrico piloto de avião de carga.
- Brad Pitt como Jack Trainer, rastreador humano e homem de ação.
- Além disso, Bowen Yang como Ray o Moderador, Joan Pringle como Nana, Héctor Aníbal como Rafi, Thomas Forbes-Johnson como Julian, Raymond Lee aparece como Oficial Gomez e codiretor Adam Nee como Oficial Sawyer.

## Produção
Em outubro de 2020, foi anunciado que Sandra Bullock estrelaria o filme The Lost City of D, com Aaron e Adam Nee dirigindo a partir de um roteiro de Seth Gordon e Dana Fox, com Bullock atuando como produtora sob seu estúdio Fortis Films e a Paramount Pictures como distribuidora. Bullock originalmente havia recusado o projeto porque achava que a história estava "desatualizada" devido ao fato de estar em desenvolvimento há sete anos. Naquele dezembro, Channing Tatum foi escalado como o protagonista masculino. Entre março e abril de 2021, Patti Harrison, Da'Vine Joy Randolph, Daniel Radcliffe, Brad Pitt e Oscar Nunez foram adicionados ao elenco, com Pitt aparecendo em uma participação especial.

### Filmagens
As filmagens começaram em maio de 2021, e ocorreram na República Dominicana, incluindo Samaná, São Domingos, Casa de Campo, Província de Monte Plata e Pinewood Dominican Republic Studios. As filmagens terminaram em 16 de agosto de 2021.

## Lançamento
The Lost City teve sua estreia mundial no festival de cinema South by Southwest em 12 de março de 2022. Em outubro de 2021, foi anunciado que The Lost City of D havia sido renomeado para The Lost City e que o filme seria lançado nos cinemas em 25 de março de 2022 nos Estados Unidos, depois de ter sido previamente definido para um lançamento em 15 de abril de 2022. Em 1 de março de 2022, o lançamento do filme na Rússia foi cancelado devido à invasão russa da Ucrânia. Em Portugal, o filme foi lançado em 14 de abril, com o Brasil recebendo uma semana depois em 21 de abril.

## Marketing
De acordo com a iSpot, o filme gastou mais de 27 milhões de dólares em anúncios de televisão em toda a mídia, como NBC (27,8%), ESPN (6,6%), CBS (4,9%), ABC (4,8%) e Food Network (4,3%). O analista de mídia social RelishMix disse que as pessoas online estavam comparando o filme com Romancing the Stone e A Joia do Nilo, enquanto outros notaram "a química lúdica na tela de Sandra Bullock e Channing Tatum" e compartilharam entusiasmo com a participação de Pitt. Nas contas do filme no YouTube, Facebook, Twitter, Instagram e TikTok, havia 125,3 milhões de seguidores, que "excederam as normas de gênero para comédia de ação e aventura".

## Recepção

### Bilheteria
Até 16 de abril de 2022, The Lost City arrecadou 78,5 milhões de dólares nos Estados Unidos e Canadá e 9,7 milhões de dólares em outros territórios, totalizando 88,2 milhões de dólares em todo o mundo.
Nos Estados Unidos e no Canadá, o filme foi lançado ao lado de Infinite Storm e RRR, e foi projetado para arrecadar 20 a 34 milhões de dólares em 4 228 cinemas em seu fim de semana de estreia. O filme arrecadou 11,5 milhões de dólares em seu primeiro dia, incluindo 2,5 milhões de dólares nas exibições de quinta-feira. Ele estreou com 30,5 milhões de dólares, tomando o primeiro lugar de The Batman. Sua semana de estreia foi a segunda maior da Paramount durante a pandemia de COVID-19, atrás de A Quiet Place Part II. As mulheres representavam 61% da audiência; enquanto a divisão étnica mostrou que 61% do público eram caucasianos, 21% hispânicos e latino-americanos, 6% afro-americanos e 7% asiáticos ou outros. Em seu segundo fim de semana, o filme arrecadou 14,7 milhões de dólares com uma queda de 52%, e ficou em segundo lugar nas bilheterias, atrás de Morbius. Ele adicionou 9 milhões de dólares em seu terceiro fim de semana.
Fora dos EUA e Canadá, o filme arrecadou 3,7 milhões de dólares em dezesseis mercados internacionais em seu fim de semana de estreia. Ele adicionou 2,1 milhões de dólares em seu terceiro fim de semana.

### Crítica especializada
No site agregador de críticas Rotten Tomatoes, 79% das 271 resenhas dos críticos são positivas, com uma classificação média de 6,4/10. O consenso do site diz: "The Lost City não brilha tanto quanto alguns clássicos de caça ao tesouro, mas a química maluca de suas estrelas faz com que este filme valha a pena romantizar." O Metacritic, que usa uma média ponderada, atribuiu ao filme uma pontuação de 60 em 100, baseado em 53 críticos, indicando críticas "mistas ou médias". O público pesquisado pelo CinemaScore deu ao filme uma nota média de "B+" em uma escala de A+ a F, enquanto os do PostTrak deram uma pontuação positiva de 81%, com 61% dizendo que definitivamente recomendaria.
Manohla Dargis, do The New York Times, disse: "É uma pena que The Lost City não seja mais ambicioso, porque uma mulher escrevendo seus sonhos em realidade é potencialmente rico no mito de Pigmaleão e Galatea. Enquanto Raiders transcende suas inspirações com inteligência e a direção de Steven Spielberg e Romancing se esforça para fazer o mesmo, The Lost City continua sendo uma cópia de uma cópia.". Siddhant Adlakha, da IGN, deu ao filme uma nota 6/10, dizendo que "The Lost City é uma comédia de ação decente que se baseia na presença de suas estrelas.".
Peter Debruge, da Variety, disse: "O resultado pode parecer um pouco frágil em alguns lugares, mas os irmãos Nee, que compartilham o crédito de roteiro com Oren Uziel e Dana Fox, deram um soco com piadas descoloridas, repetindo momentos em que as bocas dos personagens estão fora da câmera. Desta e de inúmeras outras maneiras, The Lost City prova que eles realmente as fazem como costumavam fazer.". Escrevendo para a Rolling Stone, David Fear disse: "O filme em si está tentando escavar um gênero há muito perdido: o filme de ação e aventura de comédia romântica de grande orçamento. Ele quer ser um Romancing the Stone moderno tão mal. Você quase pode ver o suor do fracasso escorrendo pela tela.".

## Exibição
O filme foi exibido pela TV Globo em 22 de janeiro de 2025 e marcou 9,2 pontos de audiência na grande São Paulo ficando em segundo lugar no ibope.